# Хочашево
Хочаше́во (рос. Хочашево, чув. Хучаш) — село у Чувашії Російської Федерації, адміністративний центр Хочашевського сільського поселення Ядринського району.
Населення — 161 особа (2010; 182 в 2002, 270 в 1979, 364 в 1939, 390 в 1926, 359 в 1897, 241 в 1858, 1355 в 1795). У національному розрізі у селі мешкають чуваші та росіяни.

## Історія
Історична назва — Нікольське. До 1866 року селяни мали статус державних, займались землеробством, тваринництвом, виробництвом коліс, взуття та одягу, слюсарством. Діяв двопрестольний храм Преображення Господнього та Святого Миколая чудотворця (1746–1930). 25 січня 1868 року відкрито двокласне сільське училище, з листопада 1899 року — жіноча школа грамоти, з 1902 року — двокласне училище Міністерства народної просвіти. На початку 20 століття діяли 3 магазини, 2 шинка. 1929 року створено колгосп «Червоні Хочаші». До 1927 року село входило до складу Вильської, Хочашевської, балдаєвської та Шуматовської волостей Ядринського повіту. Після переходу 1927 року на райони — у складі Ядринського району, у період 1939–1956 років — у складі Совєтського району.

## Господарство
У селі діють школа, фельдшерсько-акушерський пункт, клуб, бібліотека, пошта та відділення банку, спортивний майданчик, магазин.